# Komédiások (televíziós sorozat)
A Komédiások, vagy Színház az egész... 9 részes, színes magyar televíziós vígjátéksorozat, melyet a Magyar Televízió 2000. február 17-én tűzött először műsorra. Rendezője Bujtor István és Márton István. A film jeleneteit többnyire Győrben forgatták, a Győri Nemzeti Színház társulatának közreműködésével. A sorozatot legutóbb az m3 sugározta 2018-ban.
Még 2000-ben a Pápai Városi Televízió Színház a kulisszák mögött címmel elkészítette a sorozat 6 részes folytatását, amit a Hálózat TV mutatott be 2005-ben. 

## Alaptörténet
A győri színház igazgatója váratlanul meghal a szezon közepén. Helyére ideiglenesen az egykor nagy népszerűségnek örvendő színészt, Boday Balázst helyezik. Boday két céllal érkezik a városba: egyrészt, hogy kihúzza a színházat a csődből, másrészt, hogy megismerje sosem látott házasságon kívül született lányát, akit a lány anyja (a város jelenlegi polgármestere) eltiltott tőle. Balázs hamar megismerkedik a színházzal, a társulattal, a személyzettel és barátokra is szert tesz. Azonban sajnos ellenségei is akadnak, akik mindent elkövetnek azért, hogy Boday ne kapja meg a végleges kinevezését.

## Szereplők
- Bujtor István (Boday Balázs)
- Kern András (Keserű László, főrendező)
- Dobos Katalin (Szilvai Hilda)
- Zenthe Ferenc (Kovácsi Mihály)
- Korcsmáros György (Schultheisz Kornél)
- Tordy Géza (Dr. Újváry Károly)
- Nemcsák Károly (Varga Lajos)
- Sipka László (Mártonffy Gábor 'Márti')
- Vass Gábor (Kristóf Zoltán)
- Tóth-Tahi Máté (Szörényi Szilárd)
- Rátóti Zoltán (Káli Győző)
- Pásztor Erzsi (Kristóf Amália)
- Szilágyi István (Lopai Gusztáv)
- Rupnik Károly (Radocsay Emil)
- Ragó Iván (Mayer Ádám)
- Maszlay István (Tihanyi Zsolt)
- Gyöngyössy Katalin (Pereszlényi Zsuzsa, polgármester)
- Csizmadia Gergely (Gallai Károly)
- Molnár Judit (Virágh Júlia)
- Dósa Zsuzsa (Soltész Erzsébet)
- Kari Györgyi (Hédervári Márta)
- Áts Gyula (Janikám)
- Simon Géza (Varsányi Sándor)
- Major Melinda (Ligeti Sára)
- Csomor Ágnes (Pereszlényi Éva; Boday Balázs és Pereszlényi Zsuzsa lánya)
- Növényi Norbert (Csomai Jenő)
- Posonyi Takács László (Bíró László 'Döme')
- Janisch Éva (Szommer Gizike)
- Balla Ica (Icuka)
- Horváth Ibolya (Kutas Jolánka)
- Csonka Tünde (Andi)
- Bende Ildikó (Manyika)
- Czető Roland (Hédervári Berci, Hédervári Márta nagyobbik fia)
- Fésűs Tamás (Pista)
- Szűcs István (Imi, a klímatáros)
- Kun Vilmos (Hoffmaister, autókereskedő)
- Kaszás Géza (Zorro)
- Both András (Batman)
- Tihanyi Tóth Kinga
- Besenczi Árpád
- Borbás Erika
- Schwimmer János
- Bede-Fazekas Csaba
- Nagy Balázs
- Ungvári István
- Zalányi Gyula
- Orosz István

## Epizódok
A sorozat első 4 része még "Színház az egész..." címen futott, és csak az 5. résztől kezdték használni a "Komédiások" címet.
- Színház az egész... 1. rész: Az új söprű

A vidéki nagyváros színházának igazgatója váratlanul meghal. Mivel szezon közepe van, a város vezetője Boday Balázst kéri fel, hogy vegye át az igazgatást. A temetés napján a színház társulata izgatottan várja új főnökét. Közben az egyik futó darab főszereplője balesetet szenved, és el kellene hagyni az aznapi előadást, még szerencse, hogy az "új söprű" jól söpör...
- Színház az egész 2. rész: Szerelem, szerelem...

Az új igazgató ismerkedik az épülettel, a társulattal, a várossal. A színház főrendezője még mindig nincs itthon, Finnországban rendez. Varga Lajos műszaki vezető felesége mindenórás. Két fiatal színész egymásra talál: de a szerelem átszövi az egész színházat.
- Színház az egész... 3. rész: Váratlan fordulat

Végre Keserű főrendező is megérkezik külföldi vendégszerepléséről. A begipszelt lábú Kristóf Zoli viszont fölmegy Pestre a nővéréhez. Az új igazgató beindít egy szinkronstúdiót, Misi bácsi viszont nagy bajba kerül. Műsorváltozásra kerül sor a sok anyagi ok miatt. Fény derül a polgármesterasszony titkára.
- Színház az egész... 4. rész: A szerencse forgandó

A Gül Baba rendezését Boday Keserűre bízza. Evvel újabb ellenségeket szerez. A fiatalok átmenetileg összevesznek, de Misi bácsi közbenjárásával rövidesen kibékülnek. Kristóf Zoli Pesten kúrálja magát Kardos nővére felügyelete alatt. Tihanyi, Mayer és Radocsay tovább folytatják a szervezkedést Boday ellen.
- Komédiások 5. rész

A színházra pályázók között új arc tűnik fel: a dúsgazdag Káli Győző. A társulaton belül is talál támogatókat. Folynak a Gül Baba próbái. Boday igyekszik egybetartani a társaságot, miközben az ellentábor egyre gátlástalanabb eszközökhöz folyamodik.
- Komédiások 6. rész

A színház egyik művészét, Mártonffyt áruházi lopáson érik. Kiderül, hogy provokáció áldozata, Boday igazgatót akarják lehetetlen helyzetbe hozni. Keserű főrendező irányításával gőzerővel folynak a Gül Baba próbái. Sajnos nem zökkenőmentesen, mert a főszerepet játszó két fiatal összeveszett. Az ok: Káli Győző a jómódú vállalkozó szemet vetett a szép Julikára. Misi bácsi ismét csatasorba áll. Nagy esemény a városban a gyermektáncverseny, ahol Gizike, az öltöztetőnő kislánya, Annácska az egyik nagy esélyes. Kristóf Zoli szeretné visszakapni a szerepeit. Nővére, Amália is megjelenik a városban. Az igazgatói posztra beadott pályázatok elbírálására összeül a bizottság. A féltékeny Újváry doktor már nem támogatja Bodayt.
- Komédiások 7. rész

A polgármester asszony döntése, újabb furcsa fordulatot hoz a színház vezetésében. Az élet zajlik tovább. Véletlen, vagy szándékos baleset folytán, a Gül Baba díszlet tönkremegy, a premiert el kell halasztani. Schultheisz nagy ötlete nyomán, mégis lesz premier, ha nem is a Gül Babáé. Miközben mindenki az utolsó tartalékait mozgósítja a színházban, a parkolóban Gizike hősies küzdelemben elzavarja a csibészeket, akik a színház kocsiját rongálják. Ujvári és felesége, Szilvai Hilda elutaznak Szingapúrba.
- Komédiások 8. rész

Újváriék fáradtan, de boldogan érkeznek meg Szingapúrból. A béke látszólagos: Hilda másnap bejelenti, hogy elszerződik a városból. Varga is nehéz választás elé állítja Klárit: meghívták a szirakuzai színházba, de egyedül. Éva véletlenül Karcsi öltözőjébe nyit be. A színházból már együtt távoznak. Radocsay az esti premier miatt csak átszáguld a környező falvakon hakniműsorával. A bemutatót "megünnepelendő" nehéz fiúk érkeznek a parkolóba. Szerencsére Lopai idejében elárulja tervüket, így Jenci barátaival a színház segítségére tud sietni. Az utolsó vendég már a premier után érkezik: a polgármesterasszony jön gratulálni a megválasztott igazgatónak: Bodaynak.
- Komédiások 9. rész

A társulatot több hír hozza lázba! Guszti megveszi a gyűrűket, megkéri Jolánka kezét, majd mindenkit meghív az esküvőjére. Hilda szakít a várossal, a színházzal, összekuszálódott magánéletével: összecsomagol és elutazik. Új színésznő is érkezik: sokan látták egy film intim jelenetében. De Sára mindenkit megnyugtat: nem volt igazi. Újváry dr. lábon kihordott infarktust állapít meg a polgármesterasszonynál. A vizsgálat után pertut isznak, a puszinál Manyika nyit be, így nemsokára már viszonyukról beszélnek a színházban. Boday újra pénzt szerez: egy hetes orvoskongresszusra adja bérbe a színházat, sőt egy gálaműsort is felvállal. Olga, a főszervező azonban menet közben átszervezteti a túl komoly esetet. A színház társulati üléssel zárja az évadot.

## Bakik
- A 3. részben, amikor Misi bácsi elhajt a taxival, akkor a kocsi visszatükröződő üvegében lehet látni az operatőrt.
- A 4. részben Újváry doktor azt mondja Hildának, hogy a szingapúri május végén, június elején lesz, amikor Hilda megemlíti ezt Bodaynak, akkor ott április vége, május elejét mond.

## Érdekességek
- A sorozat indulásakkor sokan tekintették a Szomszédok nem hivatalos ,,folytatásának", egyrészt mert Zenthe Ferenc itt is egy sofőrt alakít, aki a 3. részben taxiskodik is (ezt a feladatot végezte a Szomszédokban), másrészt Zenthe Ferencen kívül még jó néhány színész tűnt fel a sorozatban, akik a Szomszédokban is játszottak, pl.: Nemcsák Károly, Vass Gábor, Rátóti Zoltán, Pásztor Erzsi stb. Pásztor Erzsi a Szomszédokhoz hasonlóan itt is egy olyan karaktert alakít, aki mindig a körülötte lévő emberek agyára megy, ráadásul a 7. rész legvégén tapló módjára iszik meg egy pohár konyakot, ahogy azt az alkoholisták teszik. Több újság írta, hogy a sorozat a Szomszédok utáni űrt igyekszik betölteni, ráadásul abban az idősávban volt a premierje, amiben pár hónappal korábban még a Szomszédok ment.
- Korcsmáros György már a 90-es években készített próbaepizódokat a sorozathoz Színház a kulisszák mögött munkacímmel, amit végül Bujtor István karolt fel.[4] [5] Érdekesség, hogy a sorozat folytatása az eredeti munkacímet kapta meg.
- A sorozatot Színház az egész... címmel indították, de az 5. résztől már a Komédiások-at használták, bár a 3. és 4. résznél már alcímként kiírták a Komédiások-at.

## Külső hivatkozások
- Komédiások a port.hu-n
- Színház az egész... – Komédiások a port.hu-n
- Komédiások az IMDb.com adatlapján
- Megjöttek a Komédiások... (Index fórum)
- 8 rész az MTV videotárában